# RU Centauri
RU Centauri é uma estrela variável na constelação de Centaurus. Pertence à classe das variáveis RV Tauri, um grupo de supergigantes pulsantes, e subtipo das Cefeidas de população II, que apresentam uma curva de luz alternando entre mínimos mais brilhantes e menos brilhantes. A magnitude aparente de RU Centauri varia entre 8,53 e 9,81 ao longo de um período de 64,74 dias. Com base em medições de paralaxe pela sonda Gaia, está a uma distância de aproximadamente 1930 parsecs (6300 anos-luz) da Terra, com uma incerteza de 190 pc, um valor próximo de estimativas indiretas anteriores, baseadas no modelamento da luminosidade da estrela, que davam distâncias de 2,4 kpc e 2,2 kpc.
O espectro de RU Centauri apresenta excesso de energia infravermelha, o que indica a presença de um disco circunstelar de poeira quente ao redor da estrela. A emissão é consistente com a presença de um componente mais quente (535 K) correspondente a 1% da poeira, e um componente mais frio (203 K) que corresponde a 99% da poeira. Esse material é composto predominantemente por carbono amorfo e grafite (81%), com o restante sendo piroxênio, carbeto de silício e forsterita. O disco está relacionado com uma baixa abundância de elementos refratários (com alta temperatura de condensação) observada na fotosfera de RU Centauri; isso é resultado da separação entre gás e poeira rica em refratários, seguida de acreção do gás pobre desses elementos pela estrela.
RU Centauri é uma binária espectroscópica, apresentando uma estrela companheira em uma órbita com período de 1489 dias e excentricidade de 0,60. Essa companheira tem uma massa mínima de 1,7 massas solares e provavelmente é uma estrela não evoluída, da sequência principal. É provável que a poeira circunstelar observada no sistema seja resultado de interação entre as estrelas. Acredita-se que todas as estrelas RV Tauri que possuem discos de poeira são binárias.